# Showbox
Showbox (hangeul : 쇼박스) ou Showbox Mediaplex Co., Inc. (hangeul : 쇼박스 ㈜미디어플렉스), filiale d'Orion Group, est une société de production et distribution cinématographique sud-coréenne, créée en 2002.

## Filmographie

### Distribution
- 2002 : Addicted (중독) de n
- 2002 : Sex Is Zero (색즉시공) de Yoon Je-kyoon
- 2003 : Double Agent (이중간첩) de Kim Hyeon-jeong
- 2003 : Garden of Heaven (하늘정원) de Lee Dong-hyeon
- 2003 : Oh! Brothers (오! 브라더스) de Kim Yong-hwa
- 2003 : Ice Rain (빙우) de Kim Eun-sook
- 2004 : Spy Girl (그녀를 모르면 간첩) de Park Han-choon
- 2004 : The Big Swindle (범죄의 재구성) de Choi Dong-hoon
- 2004 : Temptation of Wolves (늑대의 유혹) de Kim Tae-gyoon
- 2004 : Frères de sang (태극기 휘날리며) de Kang Je-gyu
- 2004 : Sisily 2km (시실리 2km) de Sin Jeong-won
- 2004 : The Scarlet Letter (주홍글씨) de Byeon Hyeok
- 2004 : Shinsukki Blues (신석기 블루스) de Kim Do-hyeok
- 2005 : Marathon (말아톤) de Jeong Yoon-cheol
- 2005 : This Charming Girl (여자, 정혜) de Lee Yoon-ki
- 2005 : She's on Duty (잠복근무) de Park Gwang-choon
- 2005 : Antarctic Journal (남극일기) de Lim Pil-seong
- 2005 : Super Family (간 큰 가족) de Jo Myeong-nam
- 2005 : Red Shoes (분홍신) de Kim Yong-gyoon
- 2005 : Heaven's Soldiers (천군) de Min Joon-ki
- 2005 : Welcome to Dongmakgol (웰컴 투 동막골) de Park Kwang-hyeon
- 2005 : Marrying the Mafia II (가문의 위기 - 가문의 영광 2) de Jeong Yong-ki
- 2005 : Quiz King (미스터 주부퀴즈왕) de Yoo Seon-dong
- 2005 : The Beast and the Beauty (야수와 미녀) de Lee Gye-byeok
- 2005 : Boy, Goes to Heaven (소년, 천국에 가다) de Yoon Tae-yong
- 2005 : Diary of June (6월의 일기) de Im Kyeong-soo
- 2005 : Lover (애인) de Yoon Chang-hoon
- 2005 : The Art of Seduction (작업의 정석) de Oh Ki-hwan
- 2006 : Running Wild (야수) de Kim Seong-soo
- 2006 : Vampire Cop Ricky (흡혈형사 나도열) de Lee Si-myeong
- 2006 : Almost Love (청춘만화) de Lee Han
- 2006 : Now and Forever (연리지) de Kim Seong-joong
- 2006 : Barefoot Ki-bong (맨발의 기봉이) de Kwon Soo-kyeong
- 2006 : Detective Mr. Gong (공필두) de Kong Jeong-sik
- 2006 : My Piano (호로비츠를 위하여) de Kwon Hyeong-jin
- 2006 : APT (film)APT (아파트) de Ahn Byeong-ki
- 2006 : The Host (괴물) de Bong Joon-ho
- 2006 : Cinderella (신데렐라) de Bong Man-dae
- 2006 : Holy Daddy (원탁의 천사) de Kwon Seong-gook
- 2006 : Three Fellas (뚝방전설) de Jo Beom-goo
- 2006 : Marrying the Mafia III (가문의 부활 - 가문의 영광 3) de Jeong Yong-ki
- 2006 : Gangster High (폭력써클) de Park Ki-hyeong
- 2006 : Heart is... (마음이…) de Oh Dal-gyoon
- 2006 : Love Me Not (사랑따윈 필요없어) de Lee Cheol-ha
- 2006 : Sunflower (해바라기) de Kang Seok-beom
- 2006 : Once in a Summer (그해 여름) de Jo Geun-sik
- 2006 : 200 Pounds Beauty (미녀는 괴로워) de Kim Yong-hwa
- 2006 : Ma femme est un gangster 3 (조폭 마누라 3) de Jo Jin-kyoo
- 2007 : Herb (허브) de Heo In-moo
- 2007 : The Best Romance (최강 로맨스) de Kim Jeong-woo
- 2007 : Three Kims (김관장 대 김관장 대 김관장) de Park Seong-gyoon
- 2007 : Hotel M: Gangster's Last Draw (마강호텔) de Choi Seong-cheol
- 2007 : Big Bang (쏜다) de Park Jeong-woo
- 2007 : Beautiful Sunday (뷰티풀 선데이) de Jin Kwang-gyo
- 2007 : Bunt (날아라 허동구) de Park Gyoo-tae
- 2007 : D-War (디 워) de Shim Hyung-rae
- 2007 : Underground Rendez-vous (만남의 광장) de Kim Jong-jin
- 2007 : Bravo My Life (브라보 마이 라이프) de Park Yeong-hoon
- 2007 : 2 Faces of My Girlfriend (두 얼굴의 여친) de Lee Seok-hoon
- 2007 : Haengbok (행복) de Heo Jin-ho
- 2007 : Love Exposure (어깨너머의 연인) de Lee Eon-hee
- 2007 : Bank Attack (마을금고연쇄습격사건) de Park Sang-joon
- 2007 : Eleventh Mom (열한번째 엄마) de Kim Jin-seong
- 2008 : Last Present (마지막 선물) de Kim Yeong-joon
- 2008 : The Chaser (추격자) de Na Hong-jin
- 2008 : The Guard Post (GP506) de Kong Soo-chang
- 2008 : A Tale of Legendary Libido (가루지기) de Sin Han-sol
- 2008 : The Moonlight of Seoul (비스티 보이즈) de Yoon Jong-bin
- 2008 : Beyond All Magic (흑심모녀) de Jo Nam-ho
- 2008 : Sunny (님은 먼곳에) de Lee Joon-ik
- 2008 : Dachimawa Lee (다찌마와 리 - 악인이여 지옥행 급행열차를) de Ryoo Seung-wan
- 2008 : Go Go 70s (고고70) de Choi Ho
- 2008 : Dream (비몽) de Kim Ki-duk
- 2008 : Sa-Kwa (사과) de Kang Yi-kwan
- 2008 : A Frozen Flower (쌍화점) de Yoo Ha
- 2009 : The Scam (작전) de Lee Ho-jae
- 2009 : More Than Blue (슬픔보다 더 슬픈 이야기) de Won Tae-yeon
- 2009 : Running Turtle (거북이 달린다) de Lee Yeon-woo
- 2009 : Take Off (국가대표) de Kim Yong-hwa
- 2009 : Living Death (불신지옥) de Lee Yong-joo
- 2009 : The Case of Itaewon Homicide (이태원 살인사건) de Hong Ki-seon
- 2009 : The Sword with No Name (불꽃처럼 나비처럼) de Kim Yong-gyoon
- 2009 : Actresses (여배우들) de Lee Jae-yong
- 2010 : Lady Daddy (아빠가 여자를 좋아해) de Lee Kwang-jae
- 2010 : The Secret Reunion (의형제) de Jang Hoon
- 2010 : Barefoot Dream (맨발의 꿈) de Kim Tae-gyoon
- 2010 : J'ai rencontré le Diable (악마를 보았다) de Kim Jee-woon
- 2010 : Love on the Debt (불량남녀) de Sin Geun-ho
- 2011 : Detective K (조선명탐정: 각시투구꽃의 비밀) de Kim Seok-yoon
- 2011 : Hanji (달빛 길어올리기) de Im Kwon-taek
- 2011 : In Love and the War (적과의 동침) de Park Geon-yong
- 2011 : Moby Dick (모비딕) de Park In-je
- 2011 : Gojijeon (고지전) de Jang Hoon
- 2011 : Champ (챔프) de Lee Hwan-gyeong
- 2011 : Always (오직 그대만) de Song Il-gon
- 2012 : Wonderful Radio (원더풀 라디오) de Kwon Chil-in
- 2012 : Nameless Gangster (범죄와의 전쟁 : 나쁜놈들 전성시대) de Yoon Jong-bin
- 2012 : The Railroad (경의선) de Park Heung-shik
- 2012 : The Scent (간기남) de Kim Hyeong-joon
- 2012 : Don't Click (미확인 동영상 : 절대클릭금지) de Kim Tae-kyeong
- 2012 : The Thieves (도둑들) de Choi Dong-hoon
- 2012 : A Company Man (회사원) de Lim Sang-yoon
- 2012 : Confession of Murder (내가 살인범이다) de Jeong Byeong-gil
- 2013 : Man on the Edge (박수건달) de Jo Jin-kyoo
- 2013 : How to Use Guys with Secret Tips (남자사용설명서) de Lee Won-seok
- 2013 : My Paparoti (파파로티) de Yoon Jong-chan
- 2013 : In My End Is My Beginning (끝과 시작) de Min Gyoo-dong
- 2013 : Mr. Go (미스터 고) de Kim Yong-hwa
- 2013 : Commitment (동창생) de Park Hong-soo
- 2013 : The Suspect (en) (용의자) de Won Sin-yeon
- 2013 : Hwayi (화이 : 괴물을 삼킨 아이) de Jang Joon-hwan
- 2014 : The Huntresses (조선미녀삼총사) de Park Je-hyeon
- 2014 : The Divine Move (신의 한수) de Jo Beom-goo
- 2014 : Kundo (군도:민란의 시대) de Yoon Jong-bin
- 2015 : Sado (사도) de Lee Joon-ik
- 2015 : Gangnam Blues (강남 1970) de Yoo Ha
- 2015 : Détective K : Le Secret de l'île perdue (조선명탐정 : 사라진 놉의 딸) de Kim Seok-yoon
- 2015 : Inside Men (내부자들: 디 오리지널) de Woo Min-ho
- 2016 : A Violent Prosecutor (검사외전) de Lee Il-hyeong
- 2016 : Familyhood (굿바이 싱글) de Kim Tae-gon
- 2016 : Tunnel (터널) de Kim Seong-hoon
- 2016 : Luck Key (럭키) de Lee Gae-byok
- 2019 : Hit-and-Run Squad (뺑반) de Han Jun-hee
- 2019 : Money (돈) de Park Noo-ri
- 2019 : The Battle: Roar to Victory (봉오동 전투) de Won Shin-yeon

### Production
- 2010 : The Secret Reunion (의형제) de Jang Hoon
- 2010 : Barefoot Dream (맨발의 꿈) de Kim Tae-gyoon
- 2011 : Detective K (조선명탐정: 각시투구꽃의 비밀) de Kim Seok-yoon
- 2011 : In Love and the War (적과의 동침) de Park Geon-yong
- 2011 : Champ (챔프) de Lee Hwan-gyeong
- 2012 : Wonderful Radio (원더풀 라디오) de Kwon Chil-in
- 2012 : Nameless Gangster (범죄와의 전쟁 : 나쁜놈들 전성시대) de Yoon Jong-bin
- 2012 : Don't Click (미확인 동영상 : 절대클릭금지) de Kim Tae-kyeong
- 2012 : The Thieves (도둑들) de Choi Dong-hoon
- 2012 : A Company Man (회사원) de Lim Sang-yoon
- 2013 : Man on the Edge (박수건달) de Jo Jin-kyoo
- 2013 : How to Use Guys with Secret Tips (남자사용설명서) de Lee Won-seok
- 2013 : Mr. Go (미스터 고) de Kim Yong-hwa
- 2013 : Commitment (동창생) de Park Hong-soo
- 2013 : The Suspect (용의자) de Won Sin-yeon
- 2014 : The Divine Move (신의 한수) de Jo Beom-goo
- 2014 : Kundo (군도:민란의 시대) de Yoon Jong-bin
- 2015 : Inside Men (내부자들: 디 오리지널) de Woo Min-ho
- 2016 : Familyhood (굿바이 싱글) de Kim Tae-gon
- 2016 : Tunnel (터널) de Kim Seong-hoon